# Фелдштейн, Бини
Эли́забет Грир «Бини» Фе́лдштейн (англ. Elizabeth Greer «Beanie» Feldstein, род. 28 июня 1993) — американская актриса.

## Биография
Фелдштейн родилась в Лос-Анджелесе, в семье Шэрон Лин (урожденной Халкин), художницы по костюмам и стилистки, и Ричарда Фелдштейна, тур-менеджера группы Guns N’ Roses. Она является третьим ребёнком в семье: её брат Джордан (1977—2017) был музыкальным менеджером, а Джона (род. 1983) является актёром. Фелдштейн — еврейка.
В 2015 году Фелдштейн окончила Уэслианский университет, где изучала социологию.
Фелдштейн состоит в отношениях с Бонни Ченс Робертс.

## Фильмография
Кино
| Год  | Название на русском языке | Оригинальное название        | Роль             | Примечания                                             |
| ---- | ------------------------- | ---------------------------- | ---------------- | ------------------------------------------------------ |
| 2016 | Соседи. На тропе войны 2  | Neighbors 2: Sorority Rising | Нора             |                                                        |
| 2017 | Женский мозг              | The Female Brain             | Эбби             |                                                        |
| 2017 | Леди Бёрд                 | Lady Bird                    | Джули Стеффанс   |                                                        |
| 2019 | Образование               | Booksmart                    | Молли Дэвидсон   |                                                        |
| 2019 | Как создать девушку       | How to Build a Girl          | Джоанна Морриган |                                                        |
| TBA  | Мы едем, едем, едем       | Merrily We Roll Along        | Мэри Флинн       | Предположительно фильм будут снимать в течение 20 лет. |

Телевидение
| Год  | Название на русском языке                    | Оригинальное название             | Роль                 | Примечания                                |
| ---- | -------------------------------------------- | --------------------------------- | -------------------- | ----------------------------------------- |
| 2002 | Моя жена и дети                              | My Wife and Kids                  | Бини                 | Эпизод: «Crouching Mother, Hidden Father» |
| 2012 |                                              | Madison High                      | Марти                | Невышедший пилот                          |
| 2015 | Оранжевый — хит сезона                       | Orange Is the New Black           | девушка на вечеринке | Эпизод: «Where My Dreidel At»             |
| 2015 | Фанатка                                      | Fan Girl                          | Анна                 | Телевизизонный фильм                      |
| 2015 | Дьявол, которого ты знаешь                   | The Devil You Know                | Лидия Харрис         | Невышедший пилот                          |
| 2017 | Уилл и Грейс                                 | Will & Grace                      | Стелла               | Эпизод: «Who's Your Daddy»                |
| 2019 | Чем мы заняты в тени                         | What We Do in the Shadows         | Дженна               | Повторяющаяся роль, 4 эпизода             |
| 2021 | Импичмент: Американская история преступлений | Impeachment: American Crime Story | Моника Левински      | Главная роль (10 эпизодов)                |